# Red (musikalbum)
Red är det fjärde studioalbumet av den amerikanska sångerskan och låtskrivaren Taylor Swift. Albumet släpptes den 22 oktober 2012 av Big Machine Records som uppföljare till Swift's succéalbum Speak Now. I Swift's webchatt den 13 augusti 2012 tillkännagav sångerskan albumets titel och visade albumomslaget. Under webchatten premiärspelade hon även albumets ledande singel, "We Are Never Ever Getting Back Together", som senare samma dag släpptes på Itunes och Google Play.

## Titel
Under webchatten avslöjade Swift bakgrunden till hennes albumtitel:
"Alla de olika känslorna som det har skrivits om på det här albumet är i stort sett om alla typer av stormande, galna, sinnessjuka, intensiva förhållanden jag har upplevt under de senaste två åren. Alla de känslorna — allt från intensiv kärlek, frustration, avundsjuka och förvirring — i mina tankar, är alla dessa känslor röda. Det är ingenting däremellan. Ingen av de här känslorna är beige."

## Låtlista
| 1.           | State of Grace                                            | Taylor Swift                   | Nathan Chapman, Swift     | 4:55  |
| 2.           | Red                                                       | Swift                          | Dann Huff, Chapman, Swift | 3:43  |
| 3.           | Treacherous                                               | Swift, Dan Wilson              | Wilson                    | 4:02  |
| 4.           | I Knew You Were Trouble                                   | Swift, Max Martin, Shellback   | Martin, Shellback         | 3:40  |
| 5.           | All Too Well                                              | Swift, Liz Rose                | Chapman, Swift            | 5:29  |
| 6.           | 22                                                        | Swift, Martin, Shellback       | Martin, Shellback         | 3:52  |
| 7.           | I Almost Do                                               | Swift                          | Chapman, Swift            | 4:04  |
| 8.           | We Are Never Ever Getting Back Together                   | Swift, Martin, Shellback       | Martin, Shellback         | 3:11  |
| 9.           | Stay Stay Stay                                            | Swift                          | Chapman, Swift            | 3:25  |
| 10.          | The Last Time (featuring Gary Lightbody från Snow Patrol) | Swift, Lightbody, Jacknife Lee | Lee                       | 4:59  |
| 11.          | Holy Ground                                               | Swift                          | Jeff Bhasker              | 3:22  |
| 12.          | Sad Beautiful Tragic                                      | Swift                          | Chapman, Swift            | 4:44  |
| 13.          | The Lucky One                                             | Swift                          | Bhasker                   | 4:00  |
| 14.          | Everything Has Changed (featuring Ed Sheeran)             | Swift, Sheeran                 | Butch Walker              | 4:05  |
| 15.          | Starlight                                                 | Swift                          | Huff, Chapman, Swift      | 3:40  |
| 16.          | Begin Again                                               | Swift                          | Huff, Chapman, Swift      | 3:57  |
| Total längd: | Total längd:                                              | Total längd:                   | Total längd:              | 65:10 |

| 1.           | The Moment I Knew                     | Swift         | Chapman, Swift | 4:46  |
| 2.           | Come Back... Be Here                  | Swift, Wilson | Wilson         | 3:43  |
| 3.           | Girl at Home                          | Swift         | Chapman, Swift | 3:40  |
| 4.           | Treacherous (Original Demo Recording) | Swift, Wilson | Wilson         | 4:00  |
| 5.           | Red (Original Demo Recording)         | Swift         | Chapman, Swift | 3:47  |
| 6.           | State of Grace (Acoustic Version)     | Swift         | Chapman, Swift | 5:23  |
| Total längd: | Total längd:                          | Total längd:  | Total längd:   | 25:16 |

## Rekord och försäljning
I sin första vecka sålde albumet 1,2 miljoner kopior vilket ger Red den bäst säljande öppningsveckan sedan 2002. Detta gör även Taylor Swift till den enda kvinnliga artisten någonsin att ha två miljonsäljande öppningsveckor.
Red har sålt 3 miljoner exemplar bara i USA.

## Topplistor
| Lista (2012)                     | Topplacering |
| -------------------------------- | ------------ |
| Australien (ARIA Charts)         | 1            |
| Belgien (Flandern)               | 2            |
| Belgien (Vallonien)              | 25           |
| Danmark (Tracklisten)            | 3            |
| Finland (IFPI Finland)           | 49           |
| Irland (IRMA)                    | 1            |
| Japan (Oricon)                   | 3            |
| Kanada (Canadian Albums Chart)   | 1            |
| Norge (VG-lista)                 | 3            |
| Nya Zeeland (RIANZ)              | 1            |
| Schweiz (Swiss Music Charts)     | 9            |
| Spanien (PROMUSICAE)             | 4            |
| Storbritannien (UK Albums Chart) | 1            |
| Sverige (Sverigetopplistan)      | 8            |
| USA (Billboard 200)              | 1            |